# Urban VIII
Urban VIII (łac. Urbanus VIII, właśc. Maffeo Barberini; ur. pod koniec marca lub na początku kwietnia 1568 we Florencji, zm. 29 lipca 1644 w Rzymie) – włoski duchowny katolicki, 235. papież w okresie od 6 sierpnia 1623 do 29 lipca 1644 roku.

## Życiorys
Maffeo Barberini pochodził ze znamienitej florenckiej rodziny szlacheckiej. Jego dokładna data urodzenia nie jest znana, wiadomo tylko, że ochrzczono go 5 kwietnia 1568. Jego ojciec Antonio zmarł, gdy Maffeo miał trzy lata. Wychowaniem jego oraz piątki jego braci zajęła się początkowo matka Camilla Barbadori (zm. 1609), a następnie wuj Francesco Barberini (1528-1600), który był księdzem i urzędnikiem Kurii Rzymskiej. W 1584 ukończył Collegio Romano w Rzymie, a w 1588 uzyskał tytuł doktora utroque iure na uniwersytecie pizańskim. Dzięki protekcji wuja rozpoczął karierę kurialną. 1 lipca 1589 został referendarzem Sygnatury Apostolskiej, a następnie gubernatorem Fano (13 lutego 1592), protonotariuszem apostolskim (24 października 1593) i klerykiem Kamery Apostolskiej (marzec 1597). 24 czerwca 1592 przyjął niższe święcenia. Należał do świty kardynała Pietra Aldobrandiniego, bratanka papieża Klemensa VIII i towarzyszył mu w trakcie aneksji Ferrary w styczniu 1598. W 1601 był nadzwyczajnym legatem papieskim do króla Francji Henryka IV Burbona, któremu w imieniu papieża miał pogratulować narodzin następcy tronu. 19 września 1604 przyjął święcenia kapłańskie.

## Nuncjusz apostolski we Francji

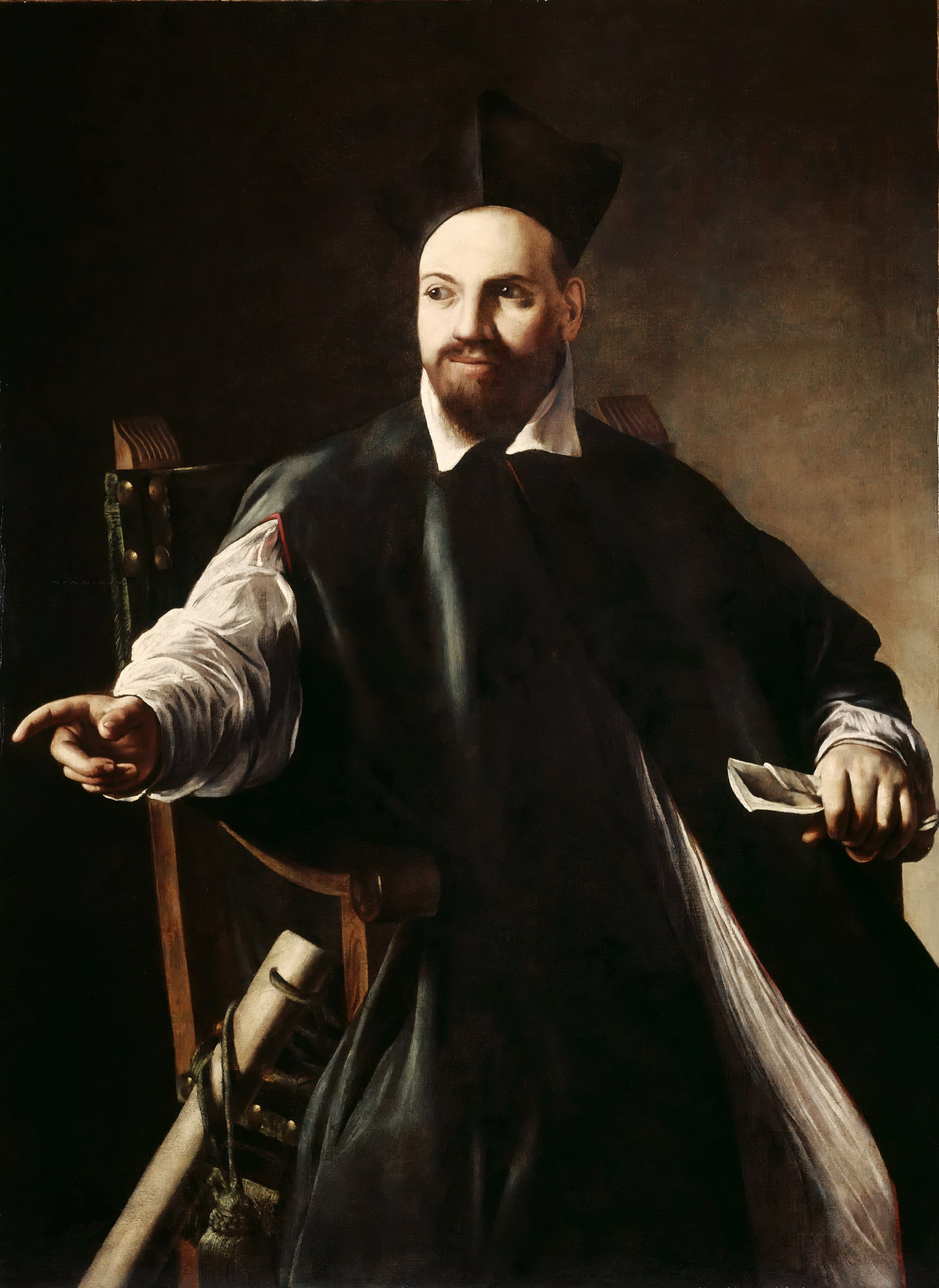
Maffeo Barberini (ok. 1598)

20 października 1604 Maffeo Barberini został mianowany tytularnym arcybiskupem Nazaretu. Osiem dni później przyjął sakrę biskupią z rąk tytularnego patriarchy jerozolimskiego Fabia Biondiego. 4 grudnia tego roku Klemens VIII mianował go nuncjuszem apostolskim we Francji. W marcu 1605 Maffeo dotarł do Paryża, gdzie otrzymał informację o śmierci swego protektora, papieża Klemensa VIII. Po wyborze na papieża kardynała Medici (Leona XI) spodziewano się szybkiego odwołania Barberiniego z nuncjatury, jednak rychła śmierć tego papieża pozwoliła mu utrzymać stanowisko. Jako nuncjusz zajmował się głównie wdrażaniem we Francji reform soboru trydenckiego. Zyskał w tym czasie przychylność dworu francuskiego, który rekomendował go do nominacji kardynalskiej.

## Kardynał

Herb rodu Barberini

11 września 1606 papież Paweł V mianował Maffea Barberiniego kardynałem prezbiterem, jednak mimo to jeszcze przez rok pozostawił go na paryskiej placówce. Dopiero 30 października 1607 Maffeo powrócił do Rzymu, gdzie na konsystorzu 12 listopada 1607 otrzymał kościół tytularny San Pietro in Montorio, który 5 maja 1610 wymienił na San Onofrio. Ponieważ jako nuncjusz we Francji zajmował się także sprawami katolików na Wyspach Brytyjskich, Paweł V mianował go „protektorem Królestwa Szkocji”, czyli w praktyce protektorem szkockich katolików i ich instytucji działających w krajach katolickich. Ponadto mianował go członkiem Kongregacji Indeksu oraz Fabryki Świętego Piotra.

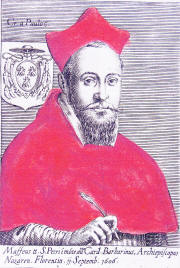
Maffeo Barberini jako kardynał

27 października 1608 kardynał Maffeo został mianowany arcybiskupem Spoleto, gdzie rezydował, z niewielkimi przerwami, do lata 1611. W tym czasie dokonał renowacji miejscowej katedry. 31 sierpnia 1611 został wysłany do Bolonii jako legat (gubernator) na trzyletnią kadencję. W 1614 osiadł w Rzymie, gdzie formalnie już od 8 stycznia 1610 sprawował urząd prefekta Trybunału Apostolskiej Sygnatury Sprawiedliwości, ale dopiero teraz faktycznie zaczął nim kierować. W lipcu 1617 ostatecznie zrezygnował z biskupstwa w Spoleto. W tym okresie dużo czasu poświęcał na poezję oraz studia, a zebrane wówczas zbiory książek stworzyły podwaliny pod przyszłą Bibliotekę Barberinich.
Po śmierci Pawła V uczestniczył w konklawe 1621, które wybrało starego i schorowanego Grzegorza XV. Za jego pontyfikatu został członkiem nowo utworzonej Kongregacji Rozkrzewiania Wiary oraz prefektem Kongregacji Indeksu (1622). Ponieważ znał język grecki, został mianowany protektorem Kolegium Greckiego w Rzymie. Mimo bliskich relacji z przedstawicielem Francji w Rzymie, kardynałem Mauriziem di Savoia, zdołał utrzymać opinię politycznie neutralnego. 9 stycznia 1623 został wybrany na urząd kamerlinga Świętego Kolegium Kardynałów na roczną kadencję. W jej trakcie, 8 lipca 1623, zmarł papież Grzegorz XV.

## Wybór na papieża
6 sierpnia 1623 Maffeo Barberini został wybrany na papieża i przyjął imię Urban VIII. Inauguracja jego pontyfikatu odbyła się jednak dopiero 29 września 1623, gdyż elekt zachorował na szalejącą tamtego lata w Rzymie malarię. Tego dnia kardynał Alessandro d’Este uroczyście koronował go na schodach bazyliki watykańskiej.

## Pontyfikat

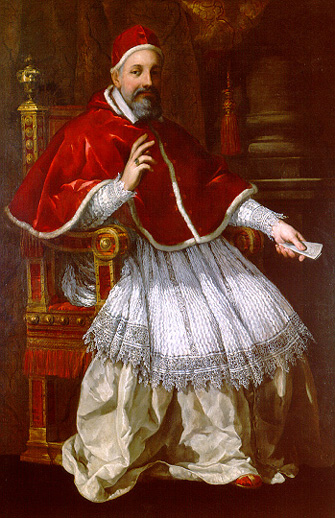
Papież Urban VIII. Obraz Pietra da Cortony (ok. 1627)

### Polityka zagraniczna
Pontyfikat Urbana VIII przypadł na okres wojny trzydziestoletniej między katolikami i protestantami w Niemczech oraz narastającego konfliktu między habsburską Hiszpanią a Francją, który w 1635 przerodził się w otwartą wojnę. Papież starał się mediować między Francją i Hiszpanią i w 1627 próbował nakłonić je do wspólnej inwazji na protestancką Anglię. Z planów tych nic jednak nie wyszło.
W konflikcie habsbursko-francuskim papież oficjalnie zachowywał neutralność, nie było jednak tajemnicą, że większą sympatią darzył Francję. Z pewnością nie życzył sobie całkowitej dominacji Habsburgów w Europie, co miało przełożenie na jego stanowisko polityczne. W trakcie wojny o sukcesję mantuańską w 1627 poparł kandydata Francji Carla Gonzagę de Nevers przeciwko popieranemu przez Habsburgów Ferrante II Gonzagę, księcia Guastalli. Papieskie subsydia dla obozu katolickiego w Niemczech płynęły głównie nie do austriackiego cesarza, lecz do elektora bawarskiego. Papież nie potępił też, mimo żądań Hiszpanii, politycznej współpracy między Francją a protestanckimi krajami Rzeszy. Powściągliwie się odniósł także do tzw. edyktu restytucyjnego cesarza Ferdynanda II, wydanego w 1629 po serii zwycięstw militarnych nad protestantami. Edykt służył wprawdzie przywróceniu praw Kościoła na ziemiach utraconych w wyniku reformacji, ale był także poważnym narzędziem wzmocnienia władzy cesarskiej. Dopiero interwencja Szwecji w Niemczech w 1631 skłoniła papieża do bardziej wyraźnego opowiedzenia się po stronie cesarza, jednak nawet wówczas odmówił podjęcia jakichkolwiek działań przeciw Francji. Także przystąpienie Francji do wojny trzydziestoletniej po stronie protestantów nie spowodowały porzucenia przez niego zasady neutralności w relacjach z krajami katolickimi. Urban VIII starał się odgrywać rolę mediatora między Francją a Hiszpanią i Austrią, licząc na współpracę tych krajów przeciwko Szwecji i królowi Gustawowi Adolfowi. Wysiłki te nie przyniosły jednak rezultatów. W 1635 papież potępił zawarty w Pradze traktat pokojowy między cesarzem a elektorem saskim Janem Jerzym I (głównym przedstawicielem protestantów niemieckich), uznając go za zbyt łagodny względem protestantów.

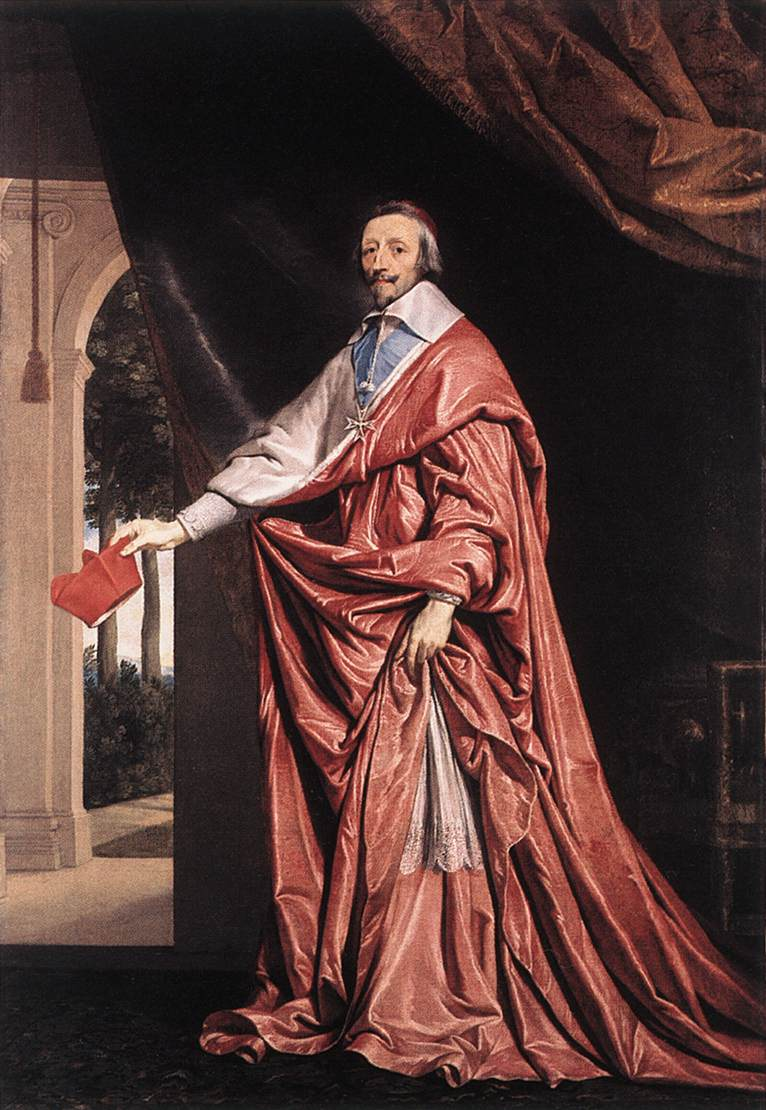
Kardynał Richelieu

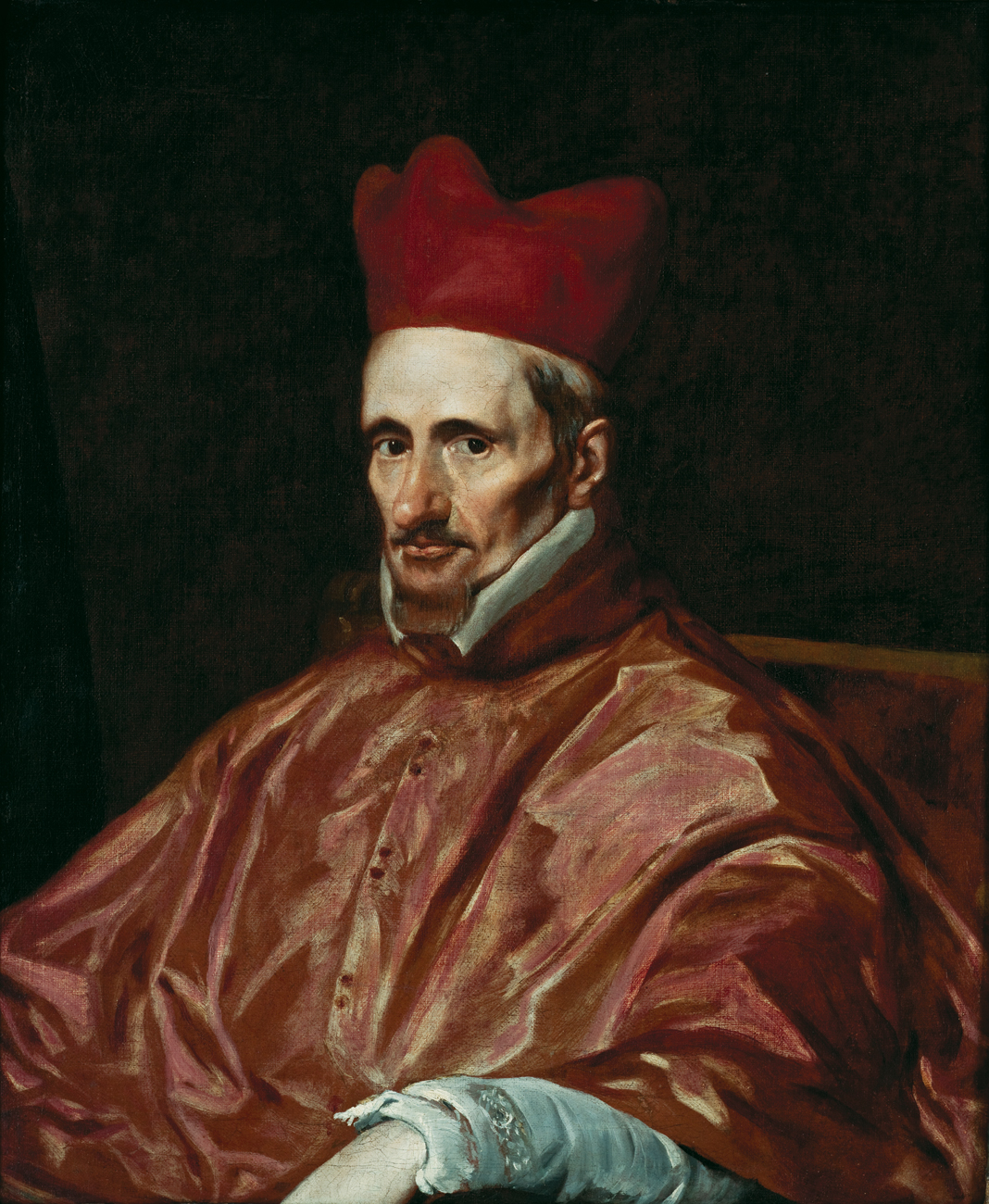
Kardynał Gaspar Borja y Velasco, ambasador Hiszpanii w Rzymie

Profrancuska polityka zagraniczna Urbana VIII budziła gniew na dworach w Wiedniu i Madrycie. Na konsystorzu 8 marca 1632 hiszpański ambasador kardynał Gaspar de Borja y Velasco złożył oficjalny protest przeciwko stanowisku papieża względem sojuszu Francji z protestantami, zarzucając Urbanowi VIII zdradę religii katolickiej. Protest ambasadora poparło wielu kardynałów, których Urban VIII potraktował niemalże jako buntowników, zmuszając większość z nich do opuszczenia Rzymu. Akcję kardynała Borji y Velasco papież uznał bowiem za niedopuszczalną presję ze strony władz świeckich. W rezultacie przyniosła ona jedynie utwierdzenie dotychczasowego stanowiska Urbana VIII.
Papież popierał podejmowane przez kardynała Richelieu działania przeciwko hugenotom we Francji. Po zdobyciu twierdzy La Rochelle w 1628 nakazał odśpiewać w Rzymie Te Deum. Później jednak doszło do pogorszenia stosunków papieża z kardynałem, gdyż ten drugi dążył do zmniejszenia wpływu papieża na Kościół francuski. Obawiając się schizmy Urban VIII zachowywał się w trakcie tego sporu bardzo powściągliwie, jednak po śmierci Richelieu w 1642 zabronił odprawienia zwyczajowego nabożeństwa za zmarłego kardynała.
Pomimo generalnie profrancuskiej polityki Urban VIII nie uznał niepodległości Portugalii, która w 1640 z pomocą Francji zbuntowała się przeciw okupacji hiszpańskiej.

#### Stosunki z Polską

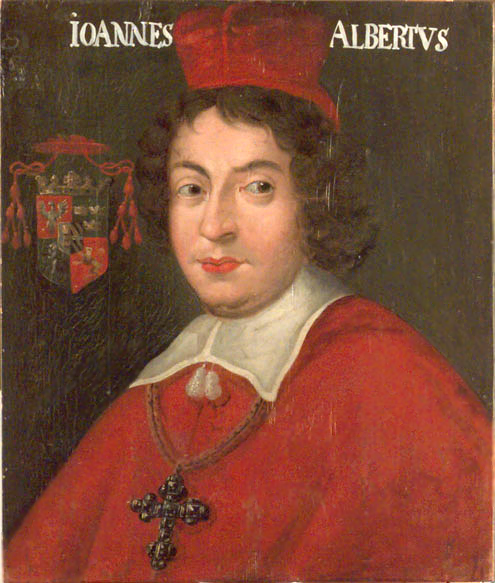
Polski królewicz Jan Albert Waza otrzymał od Urbana VIII kapelusz kardynalski

W 1633 Urban VIII przyjął uroczyste poselstwo kanclerza wielkiego koronnego Jerzego Ossolińskiego. W jej wyniku papież zaakceptował scedowanie na nuncjusza apostolskiego swych uprawnień do rozpatrywania apelacji, ale nie zaakceptował polityki tolerancji religijnej ani nie udzielił subsydiów pieniężnych na walkę z Turcją, Moskwą i Szwecją. W latach 1636–1642 doszło do ostrego konfliktu króla Władysława IV Wazy z nuncjuszem Mariem Filonardim, który oskarżał króla o sprzyjanie protestantom. W 1642 król aresztował nuncjusza i zmusił go do wyjazdu. Papież wziął w tym konflikcie stronę nuncjusza, jednak ostatecznie został zmuszony do uznania faktów dokonanych i odwołania go z placówki.
W 1629 Urban VIII mianował kardynałem Jana Alberta Wazę, syna króla Zygmunta III i brata jego następcy Władysława IV. Z uwagi na młodociany wiek królewicza jego nominację ogłoszono jednak dopiero trzy lata później.

### Polityka religijna

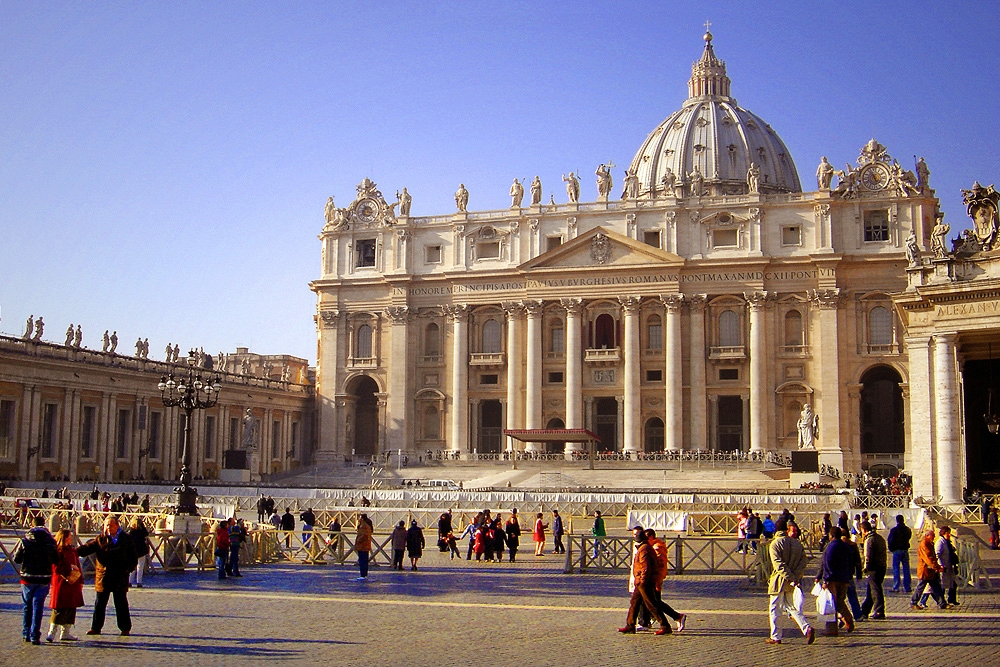
Watykańska bazylika św. Piotra została ukończona i poświęcona przez Urbana VIII w 1626

Urban VIII był wielkim patronem misji. Utworzył Collegium Urbanum mające szkolić misjonarzy (1627). W 1633 zniósł monopol jezuitów na działalność misyjną w Japonii i Chinach. Bullą z 22 kwietnia 1639 r. wprowadził zakaz wszelkiego rodzaju niewolnictwa Indian w Ameryce Południowej.
Papież zatwierdził nowe zakony: wizytek (1626) i lazarystów (Zgromadzenie Księży Misjonarzy, 1632). Egzekwował od biskupów wymóg rezydencji w diecezjach. W 1625 przewodniczył obchodom roku jubileuszowego.
Od 1629 z inicjatywy papieża i przy jego aktywnym udziale działała komisja ds. rewizji brewiarza. Wynikiem jej prac było nowe wydanie brewiarza rzymskiego (1632).
W 1625 r. ustalił procedurę kanonizacji i beatyfikacji. Za jego pontyfikatu do grona świętych zostali zaliczeni: Elżbieta Portugalska (25 maja 1625) i Andrzej Corsini (22 kwietnia 1629). Błogosławionymi zostali: franciszkanin Jakub z Marchii (12 sierpnia 1624), jezuita Franciszek Borgiasz (23 listopada 1624), Andrzej Avellino (10 czerwca 1625), franciszkanin Feliks z Kantalicjo (1 października 1625), Maria Magdalena de’ Pazzi (8 maja 1626), Kajetan z Thieny, współzałożyciel zakonu teatynów (8 października 1629), Jan Boży (21 września 1630) oraz Jozafat Kuncewicz (16 maja 1643).
W 1642 papież potępił tezy flamandzkiego biskupa Corneliusa Jansena, uznając je za heretyckie. Stanowiło to początek trwających ponad sto lat kontrowersji wokół herezji jansenizmu.
Za jego pontyfikatu doszło do zawarcia unii z częścią kościoła ormiańskiego w Rzeczypospolitej (5 marca 1635). Na czele unitów stanął ormiański abp Lwowa Mikołaj Torosowicz.

#### Proces Galileusza

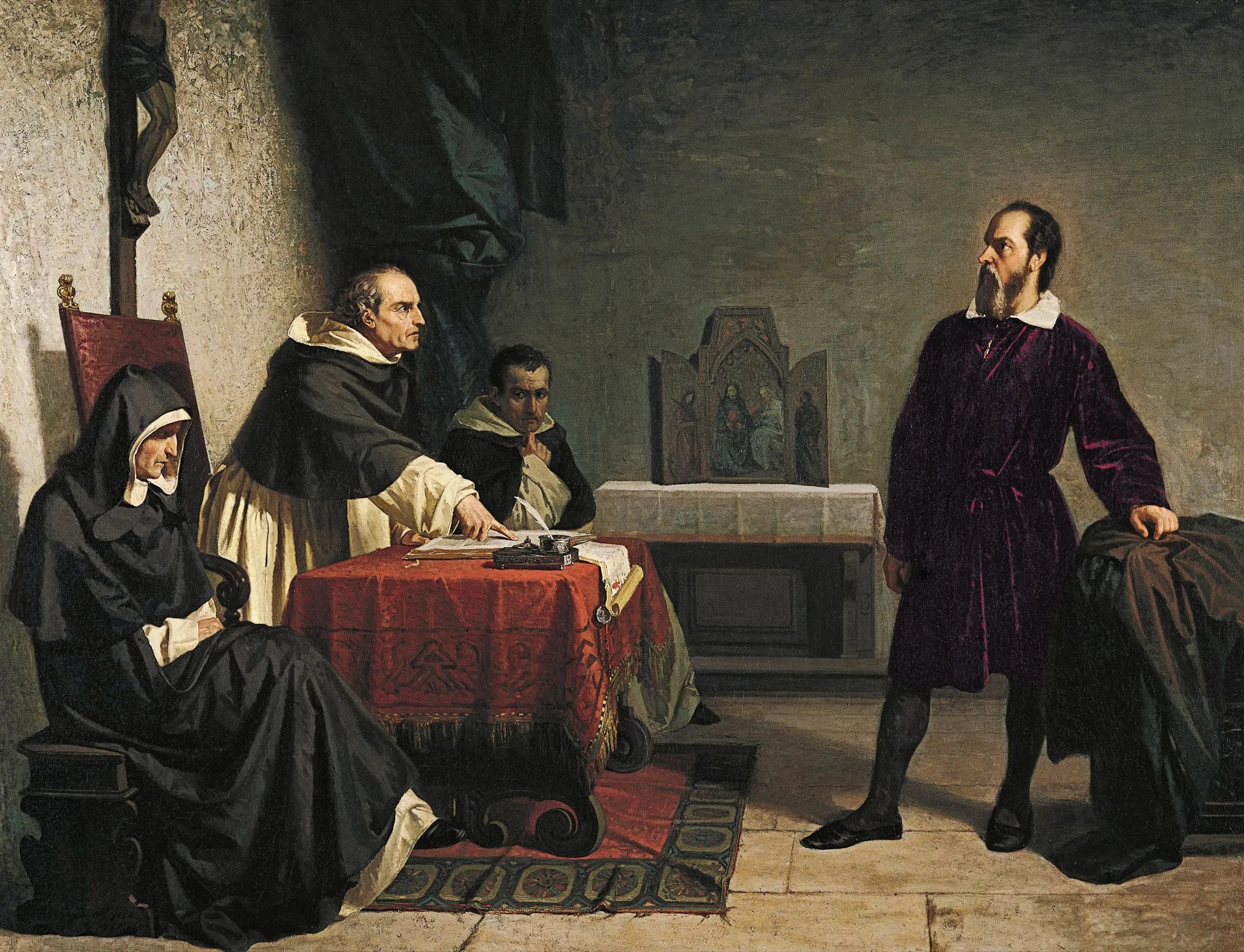
Skazanie Galileusza przez inkwizycję jest jednym z najbardziej znanych i negatywnie ocenianych epizodów pontyfikatu Urbana VIII

W 1624 Galileusz został przyjęty sześciokrotnie przez papieża na audiencjach. Z kolei Galileusz zadedykował papieżowi swoją najnowszą książkę. Po opuszczeniu Rzymu astronom był przekonany, że ma pozwolenie na napisanie książki na temat porównania systemu geocentrycznego z heliocentrycznym. Uznał, że jeżeli przedstawi chociaż pewne słabe argumenty na rzecz systemu geocentrycznego, będzie to wystarczające dla przedstawicieli Kościoła.
W 1633 doszło do ponownego procesu astronoma Galileusza, oskarżonego o popieranie teorii heliocentrycznej mimo nałożonego na niego zakazu z 1616. Naukowiec, uprzednio protegowany Urbana VIII, został skazany na areszt domowy. Choć u podstaw procesu leżały najprawdopodobniej urazy osobiste papieża względem uczonego, który obraził go w jednej ze swych prac, miał on bardzo negatywny wpływ na postrzeganie stosunku Kościoła katolickiego do nauki. W 1992 papież Jan Paweł II oficjalnie zrehabilitował uczonego.

#### Kardynałowie
Urban VIII mianował 74 nowych kardynałów na ośmiu konsystorzach. W 1630 nadał członkom Świętego Kolegium tytuł „eminencji”.

### Nepotyzm

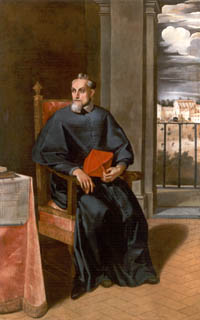
Kardynał Antonio Marcello Barberini, brat Urbana VIII – portret pędzla Antoniego Alberti, ok. 1629-1631

W chwili wyboru Maffeo na papieża żyło jeszcze dwóch jego braci: Carlo i Antonio Marcello, z czego pierwszy był od 1594 żonaty z Costanzą Magalotti i miał z nią piątkę dzieci, a drugi był mnichem w zakonie kapucynów. Zgodnie z powszechną od stuleci praktyką nepotyzmu wszyscy oni znacznie skorzystali na wyborze Maffeo na papieża. Już 2 października 1623 najstarszy syn Carla, Francesco Barberini, został mianowany kardynałem i superintendentem Stolicy Apostolskiej, a sam Carlo objął stanowiska gubernatora Borgo, gonfaloniere Kościoła i dowódcy wojsk papieskich. W 1624 kapelusz kardynalski otrzymał także brat Urbana VIII Antonio Marcello, a w 1627 do Kolegium Kardynalskiego powołany został także jego najmłodszy bratanek Antonio (1608–1671). Jednocześnie średni syn Carla, Taddeo w 1627 został ożeniony z księżniczką Paliano Anną Colloną, wywodzącą się z jednego z najstarszych arystokratycznych rodów Rzymu, a po śmierci ojca w 1630 przejął piastowane przez niego funkcje i uzyskał tytuł księcia Palestriny. Rodzina Barberini na dobre weszła wówczas do rzymskiej arystokracji.
Francesco Barberini, jako superintendent generalny Państwa Kościelnego, był głównym doradcą papieża. W dużej mierze od niego zależało rozdawanie stanowisk i awansów w kurii. Początkowo zakres jego władzy w zakresie polityki zagranicznej był ograniczony przez kardynała-sekretarza stanu Lorenza Magalottiego (spowinowaconego z papieżem), jednak w 1628 Magalotti został mianowany biskupem Ferrary, a jego obowiązki w kurii przejął Francesco Barberini. Nominacja jego młodszego brata Antonia w 1627 nie obyła się bez jego protestów, widział w tym bowiem zagrożenie dla swojej władzy. Na jego żądanie Antonio, choć hojnie obdarowany beneficjami, nie został dopuszczony do sprawowania realnej władzy. Obaj bracia zawzięcie ze sobą rywalizowali o zaszczyty i bogactwa. Stanowili przeciwieństwa charakterów. Francesco był człowiekiem pracowitym, prawym i pobożnym, choć o cholerycznym usposobieniu. Był też bardziej uzdolniony od brata jako polityk i cieszył się autentycznym szacunkiem. Antonio z kolei, pomimo braku większych uzdolnień, był bardzo ambitny i arogancki, a przy tym miał bardzo żywiołowe usposobienie i lubił otaczać się przepychem. Jego życie osobiste było stałym tematem miejskich plotek i negatywnie odbijało się na prestiżu papieża. W celu rozładowania napięcia między braćmi Urban VIII często wysyłał Antonia z misjami poza Rzym (np. w 1631 stanął na czele armii, która dokonała aneksji Urbino)
Świecki bratanek, książę Taddeo otrzymał w 1631 tytuł prefekta Rzymu. Zażądał wówczas dla siebie pierwszeństwa przed ambasadorami katolickich mocarstw, co wywołało skandal dyplomatyczny. Obrażeni ambasadorowie bojkotowali wszystkie uroczystości z udziałem księcia, a na koniec wyjechali z Rzymu.

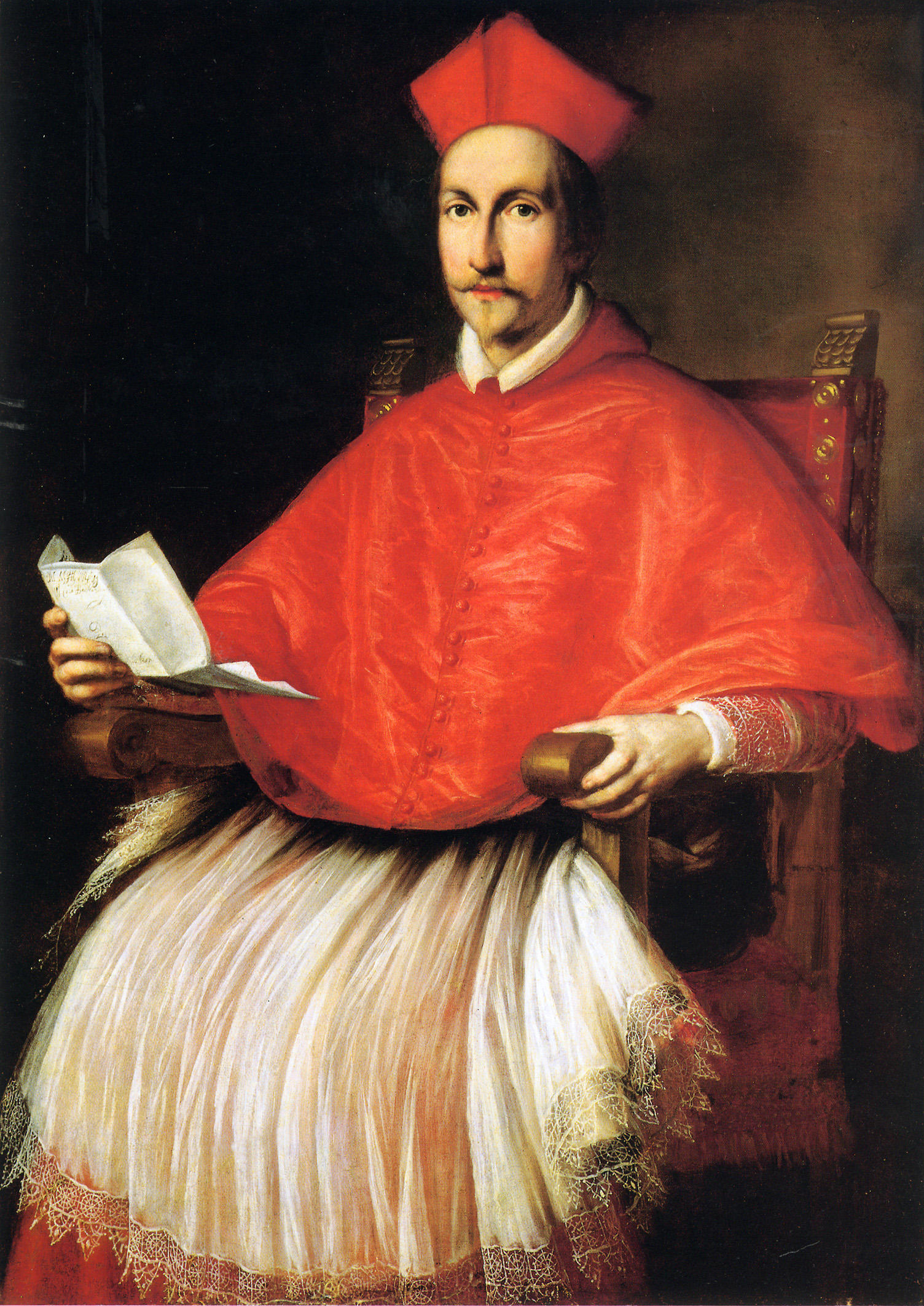
Kardynał Francesco Barberini, bratanek Urbana VIII i jego główny doradca (ok. 1624)

W ślad za tymi godnościami szły też pieniądze. Bracia Francesco i Antonio otrzymali dwa najbardziej dochodowe urzędy kurialne: wicekanclerza i kamerlinga, z których każdy przynosił rocznie po około 12 tysięcy skudów. Regularne roczne dochody trójki papieskich bratanków szacowano na ponad 300 tysięcy skudów. Do tego dochodziły liczne, nieraz bardzo duże darowizny ze skarbca papieskiego czynione na polecenie Urbana VIII. Po śmierci papieża w 1644 powiadano, że jego rodzina wzbogaciła się w ciągu 21 lat jego pontyfikatu aż o 105 milionów skudów, co było niespotykanym dotąd rekordem. Dzięki posiadanemu bogactwu wybudowali potężną, barokową rezydencję rodową koło Quattro Fontane w Rzymie. Wykorzystując trudną sytuację finansową starych rodów arystokratycznych, zakupili także wiele posiadłości ziemskich, a nawet tytuł książęcy. W 1624 Carlo zakupił Monte Rotondo od rodu Orsini, a rok później sfinalizował zakup zamku Roviano od Otto Colonna za kwotę 57 tysięcy skudów. W 1630 nabył od Colonnów księstwo Palestriny wraz z ziemiami Mezza Selva i Corcollo za kwotę 725 tysięcy skudów. Uzyskany wówczas tytuł księcia Palestriny otrzymał Taddeo Barberini, a następnie przejęli go jego potomkowie.
Jedynie brat papieża Antonio Marcello nie korzystał ze swej pozycji. Nawet będąc kardynałem żył nadal jak mnich, a swoje dochody przeznaczał w całości na cele dobroczynne. Pod względem politycznym nie odgrywał praktycznie żadnej roli.
Pomimo tak dużej hojności dla swych bratanków przez długi czas Urban VIII nie pozwalał im wpływać na swoje decyzje. Dopiero pod koniec lat 20. kardynał Francesco uzyskał realny wpływ na rządy, ale i tak większość decyzji papież podejmował samodzielnie. Sytuacja zmieniła się w 1637, kiedy Urban VIII ciężko zachorował i nie powrócił już do pełni zdrowia. Od tego momentu wpływ całej trójki jego bratanków rósł coraz bardziej, co okazało się mieć negatywny wpływ zarówno na finanse, jak i politykę zagraniczną Stolicy Apostolskiej.
Ogrom bogactw udzielonych przez papieża jego rodzinie, często za cenę nakładania na ludność nowych podatków lub podwyższania już istniejących, w schyłkowym okresie jego życia wywołał u niego autentyczne, jak się zdaje, wyrzuty sumienia. Dwukrotnie powoływał komisje teologiczne, które miały odpowiedzieć na pytanie, czy jako papież miał prawo obdarowywać tak hojnie swych bratanków. W obu przypadkach komisja uznała, że papież nie popełnił grzechu, a wspieranie własnej rodziny jest obowiązkiem dobrego chrześcijanina.

### Patronat artystyczny i naukowy

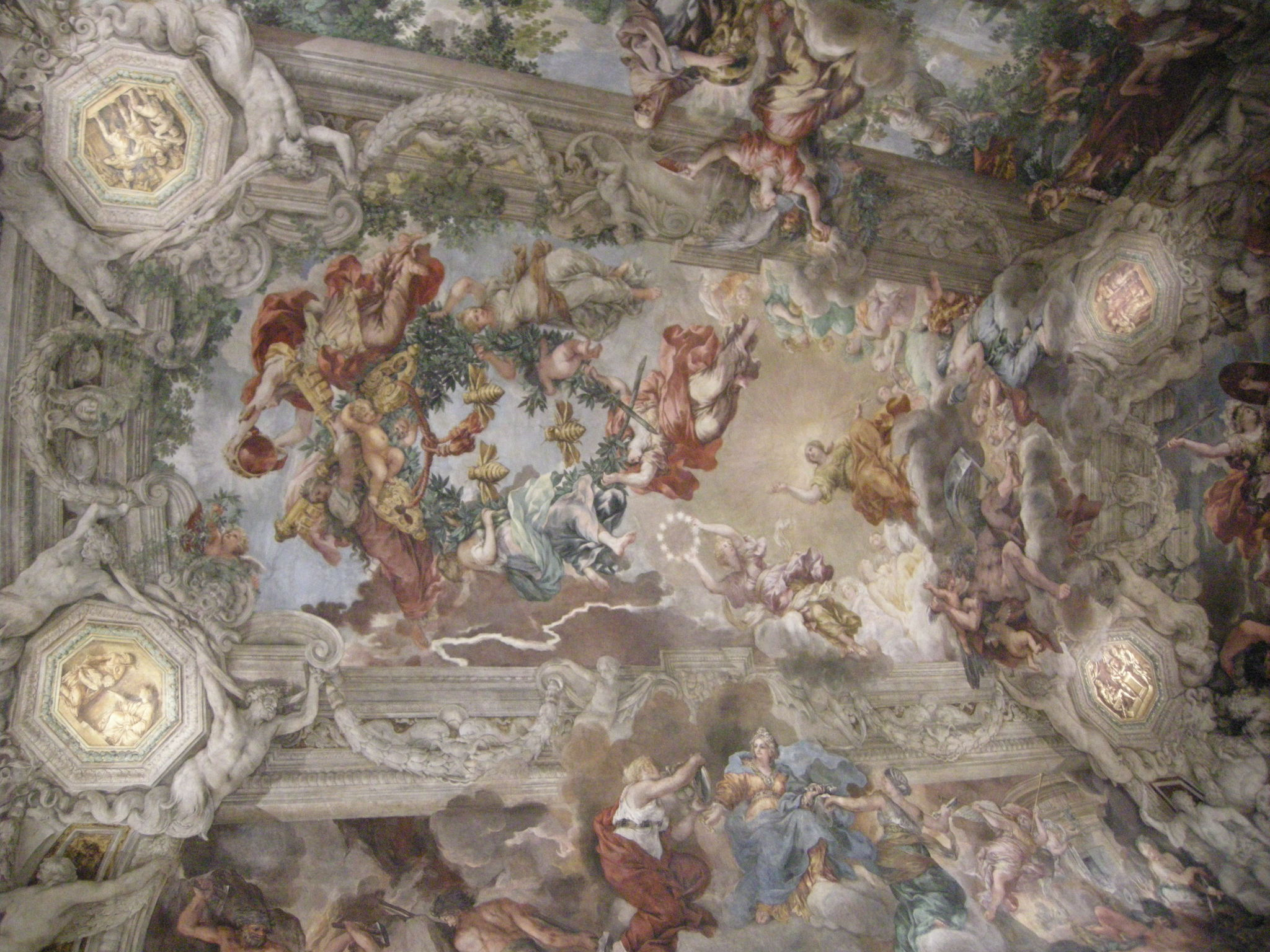
Triumf Boskiej Opatrzności. Fresk autorstwa Pietro da Cortona w Palazzo Barberini. W centrum widać trzy pszczoły z herbu rodowego Barberinich

Urban VIII jeszcze jako kardynał dał się poznać jako patron sztuk. Na jego zlecenie (oraz jego krewnych) pracowali m.in. Giovanni Lorenzo Bernini, Pietro da Cortona czy Carlo Maderna. Wybudował potężną barokową rezydencję rodową przy Quattro Fontane. Rozpoczął budowę rezydencji papieskiej w Castel Gandolfo. Wykończył i konsekrował nową bazylikę watykańską (18 listopada 1626). Jednakże sposób, w jaki doprowadził on budowę bazyliki do końca, budził kontrowersje, albowiem rozkazał wykorzystać w tym celu materiały z antycznych rzymskich budowli, zwłaszcza Panteonu. Anonimowy krytyk tego bezceremonialnego plądrowania pomników antyku skomentował to słynnym do dziś powiedzeniem Quod non fecerunt barbari, fecerunt Barberini („Czego nie zniszczyli barbarzyńcy, zniszczyli Barberini”).
Urban VIII sfinansował także wiele inwestycji w obronność Państwa Kościelnego, m.in. ufortyfikował port Civitavecchia, zbudował fort Castelfranco i umocnił Zamek Świętego Anioła w Rzymie.
Papież i kardynał Francesco byli też protektorami uczonych, m.in. historyków Ferdinando Ughelli i Felice Contelori, a początkowo także astronoma Galileusza. Potężne zbiory książek i manuskryptów zebrane przez papieża i kardynała dały początek Bibliotece Barberinich.
Nazywany papieżem-poetą, był ceniony jako autor dytyrambów łacińskich. Jako poeta był opiewany przez Macieja Kazimierza Sarbiewskiego, „chrześcijańskiego Horacego”. Papież w rewanżu nadał mu tytuł poeta laureatus.

### Operacje zbrojne

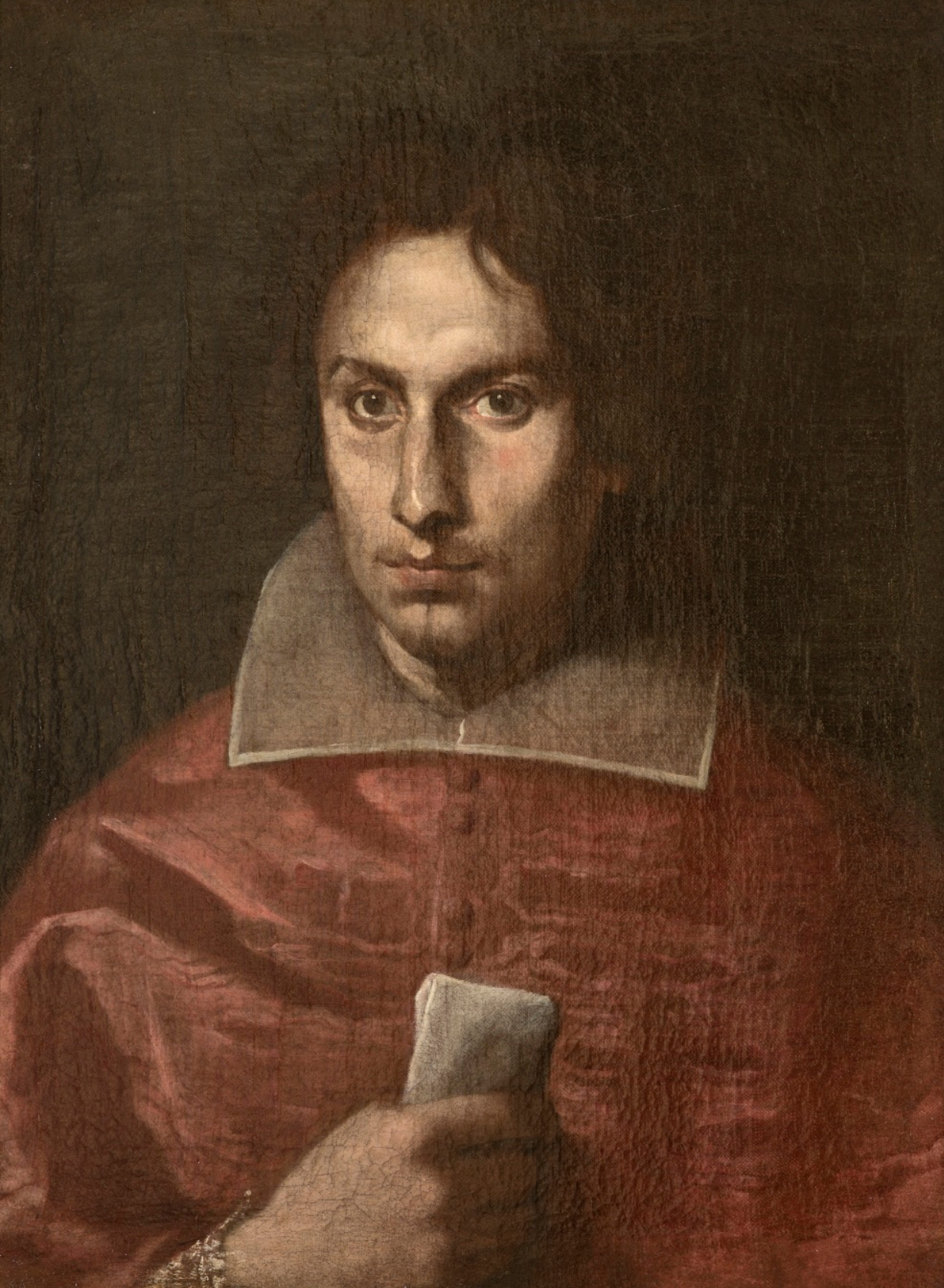
Kardynał Antonio Barberini dowodził wojskami papieskimi podczas aneksji Urbino i wojny o Castro

Urban VIII rozszerzył znacząco granice Państwa Kościelnego. Na podstawie układu zawartego z księciem Urbino Francesco Maria della Rovere w 1625, po jego bezpotomnej śmierci księstwo Urbino miało przypaść papieżowi. Kiedy książę zmarł w 1631, do Urbino wkroczyła armia papieska pod dowództwem kardynała-legata Antonia Barberiniego. Posiadany dotąd przez książąt Urbino tytuł prefekta Rzymu przypadł księciu Taddeo Barberiniemu.
Katastrofą zakończyła się natomiast próba aneksji niewielkiego księstwa Castro w południowej Toskanii, rządzonego przez księcia Parmy Odoarda Farnese. Podczas wizyty w Rzymie w 1639 książę obraził papieskiego bratanka Taddea oraz jego żonę. Urażony Taddeo wraz ze swym bratem, kardynałem Antonio, zaczęli dążyć do wojny. Taddeo chciał przy tej okazji uzyskać księstwo Castro dla siebie. Starzejący się papież przystał na plany swych bratanków. Za pretekst posłużyły rzeczywiste długi księcia wobec skarbca papieskiego. W październiku 1641 nakazał zajęcie księstwa Castro jako rekompensaty za te długi. Wobec oporu księcia Farnese 13 stycznia 1642 ekskomunikował go.
Nieoczekiwanie po stronie księcia Farnese opowiedziała się cała koalicja międzynarodowa z udziałem Wielkiego Księstwa Toskanii, Księstwa Modeny i Republiki Weneckiej oraz z poparciem Francji. Wojna rychło przybrała niekorzystny dla papiestwa obrót, a na początku 1644 wojska papieskie pod wodzą kardynała Antonia Barberiniego doznały decydującej klęski w bitwie pod Lagoscuro. 31 marca 1644 zawarty został niekorzystny dla papieża pokój, przywracający status quo ante bellum.
W rezultacie cała awantura z księciem Farnese zakończyła się spustoszeniem terytoriów papieskich, opustoszeniem papieskiego skarbca i zwróceniem się opinii publicznej przeciwko papieżowi i jego krewnym. Nastroje te podsycały także podejrzenia, że bracia Antonio i Taddeo Barberini dopuścili się defraudacji funduszy wojennych.

## Śmierć

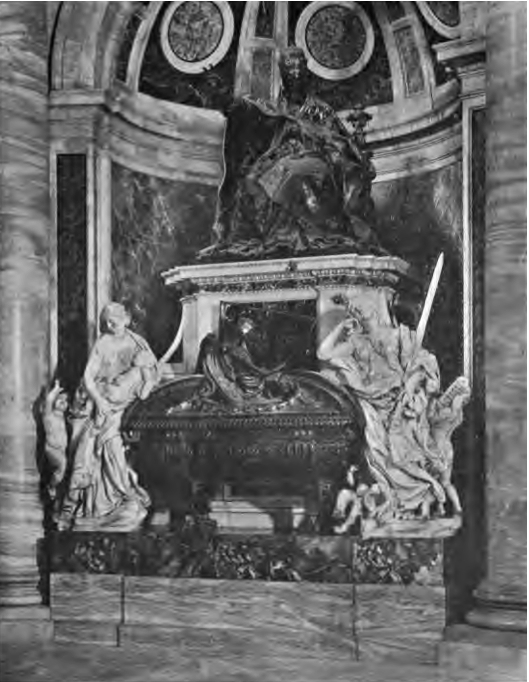
Grób Urbana VIII

Klęska w wojnie o Castro prawdopodobnie wpłynęła na pogorszenie się i tak nie najlepszego już wówczas stanu zdrowia papieża. 29 lipca 1644 Urban VIII zmarł w wieku 76 lat, po blisko czterotygodniowej agonii. Pochowany jest w bazylice św. Piotra na Watykanie.